# 10式戦車
10式戦車（ひとまるしきせんしゃ）は、日本の主力戦車。陸上自衛隊が運用する国産の戦車としては4代目となる。

## 概要
10式戦車は陸上自衛隊の61式・74式・90式に次ぐ4代目となる日本の最新国産主力戦車である。
10式戦車の開発は防衛省技術研究本部、試作・生産は三菱重工業が担当した。戦闘力の総合化、火力・機動力・防護力の向上、小型・軽量化などを達成。2009年（平成21年）12月に実施された防衛省装備審査会議において部隊の使用に供することを認める評価がなされた。また、装備化年度が2010年（平成22年）度になることから「10式戦車」と名称が定められた。
主砲には日本製鋼所の国産44口径120mm滑腔砲（軽量高腔圧砲身）を備え、新型の国産徹甲弾の使用により貫徹力を向上させている。また、90式戦車と同様に自動装填装置を採用し、乗員は車長・砲手・操縦士の3名である。小型・軽量化と応答性・敏捷性の向上のため、水冷4サイクルV型8気筒ディーゼルエンジンと油圧機械式無段階自動変速操向機（HMT）を組み合わせた動力装置（パワーパック）を搭載する。また、全国的な配備・運用のために車体を小型軽量化したことで重量は約44トンに抑えられており、さらに着脱が容易なモジュール型装甲を実装している。日本の戦車・戦闘車両としては初めてC4Iシステムを標準装備したことも特徴である。
2010年（平成22年）度より調達が開始されており、2011年（平成23年）度より富士教導団の戦車教導隊などから順次部隊配備される。2012年（平成24年）に量産第1号車が富士学校機甲科部に引き渡され、2012年（平成24年）12月に駒門駐屯地の第1戦車大隊へ配備された。

## 開発経緯
日本を防衛するための能力を将来にわたって維持するため、将来の情報戦に対応できる機能・性能を有した現有戦車の後継が必要とされた。導入する戦車の条件として、C4Iシステムによる情報共有および指揮統制能力の付加、火力・防護力・機動力の向上、全国的な配備と戦略機動のための小型軽量化が求められた。
現有戦車の改修や諸外国で装備されている戦車の導入も検討されたが、防衛省の政策評価書によれば次のような理由から不適当であるとされた。
- 現有の74式戦車および90式戦車を改修する場合、C4Iシステムを付加するには内部スペースが足りず、電子機器のための給電能力も不足しており設計が古いことから将来の情報戦に求められる性能が総合的に不足する。
- 諸外国の新鋭戦車を導入する場合いずれも90式戦車より大型で重量が約6-12トン重い上、陸上自衛隊でそのまま利活用できるC4Iシステムを搭載しておらず、独自のC4Iに適合させるための大規模改修が必要となる。

以上の理由から既存の戦車の改修によって目標を達成することは困難であり、将来の各種任務に必要な性能を満たす戦車を装備するためには新戦車の開発を行うことが適当と判断された。
開発を担当したのは防衛省技術研究本部の技術開発官（陸上担当）、試作・生産は主契約企業の三菱重工業である。開発は2002年（平成14年）度から2009年（平成21年）度まで行われ、試作については2002年（平成14年）度-2008年（平成20年）度にかけて、試験については2004年（平成16年）度-2009年（平成21年）度にかけて実施された。
2008年（平成20年）2月13日、神奈川県相模原市の技術研究本部陸上装備研究所で新戦車の試作車両として初めて報道公開された。また、同時に主な諸元、砲塔内の一部を撮影した写真、走行・射撃映像なども報道向けに公開された。記者会見では価格についての質問があり、担当者から希望的なニュアンスで7億円との回答があったとされる。試作車両の車体後部左側面の銘板には「新戦車（その5）戦車（その2）戦車2号車」と書かれており、複数の雑誌で2008年（平成20年）1月に完成した試作2号車と記述していた。
2010年（平成22年）6月14日、静岡県駿東郡小山町の陸上自衛隊富士学校（富士駐屯地）で10式戦車の試作車両として報道関係者に公開され、90式戦車と並走した。同年7月11日に行われた富士学校・富士駐屯地開設56周年記念行事では2両の試作車による走行展示が行われ、これが初の一般公開となった。なお、7月9日の予行でも報道関係者に公開されている。
2010年（平成22年）10月24日には、埼玉県の朝霞訓練場で行われた自衛隊観閲式で展示が行われた。ただし、観閲行進には不参加。

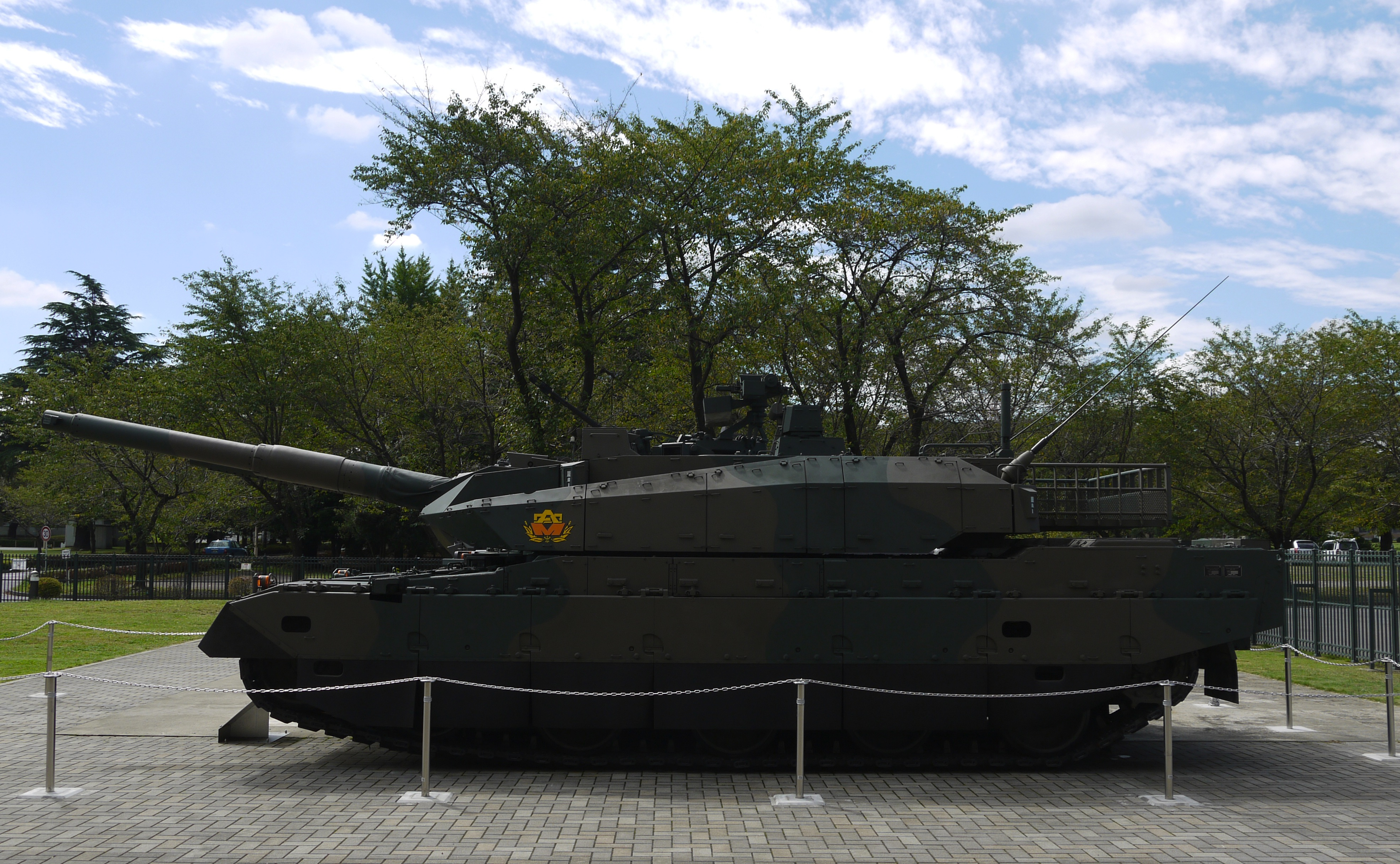
試作1号車側面（陸上自衛隊広報センター）。

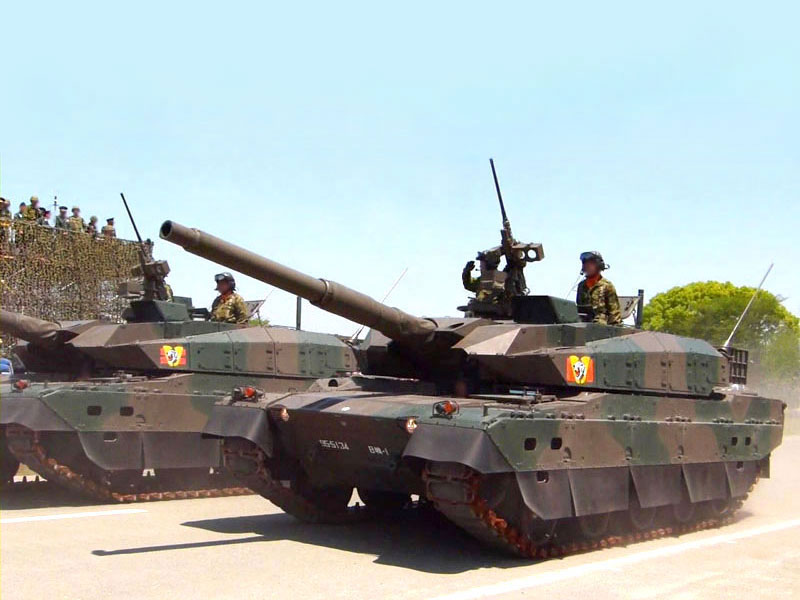
カバーに折り目がないタイプの量産車
第8師団第8戦車大隊所属の車両（2016年）。

2012年（平成24年）1月10日に量産第1号車（初号車）の「入魂式行事」が陸上自衛隊富士学校にて行われ、報道陣に対して試作車（1号車と3号車）とともに量産車の公開が行われた。富士学校校長・機甲科部長らによる機甲科部マーキングへの最後の筆入れ（入魂の儀式）とテープカットがなされた。量産車は試作車と細部が異なっており、主な変更点は以下の通り。
- 車体前部の形状[5]
- 砲塔側面モジュール装甲へのハッチの追加[5]
- 主砲先端の砲口照合装置ミラーの位置の変更[5]
- 砲塔後部の用具入れの形状の変更[5]
- 車体側面の乗車用ステップの増加[6][注 3]
- 砲塔側面の76mm発煙弾発射筒の開口部をそれぞれ1カ所に集約[6]

試作第4号車は2013年（平成25年）4月13日に一般公開された。塗装はOD一色で、車体下部に地雷原処理装備のマウントが確認できる。その他にも、砲塔、架台車（車体）研究用に第0号車（単車としては存在せず）があったとされる。
2012年（平成24年）6月29日からは陸上自衛隊広報センターにて試作1号車が広報センターの中庭に常設展示の状態になっている。
2012年（平成24年）8月、富士総合火力演習にて実弾の射撃および難易度の高いスラローム走行技術を一般に公開した。
2013年（平成25年）4月時点での試作車の現状であるが、1号車は陸上自衛隊朝霞広報センターにて、試作2号車は土浦の武器学校、試作3号車（ドーザ付）は富士学校に展示されており、試作4号車は技術研究本部陸上装備研究所で保管されている。
また、車輪前部のラバー製カバーが折り目がないものに変更されるなど、納入の度に量産車にも幾度か改修が施されている。加えて、既に納入済みの車両も逐次対応していくとされる。

## 仕様
火力・防護力・機動力などの性能は、90式戦車と同等かそれ以上を目標としている。乗員は車長、砲手、操縦士の3名。
将来の対機甲戦闘および機動打撃を行いうる性能と、ゲリラコマンド攻撃の対処における優位を確立するため、以下を開発のコンセプトとしている。
- 高度なC4I機能などの付加
- 火力・防護力・機動力の向上
- 全国的な配備に適した小型軽量化
- 民生品の活用（COTS）および部品の共通化などによるライフサイクルコストを含む経費の抑制
- 将来の技術革新などによる能力向上に対応するための拡張性の確保

### 火力

#### 火砲・弾薬

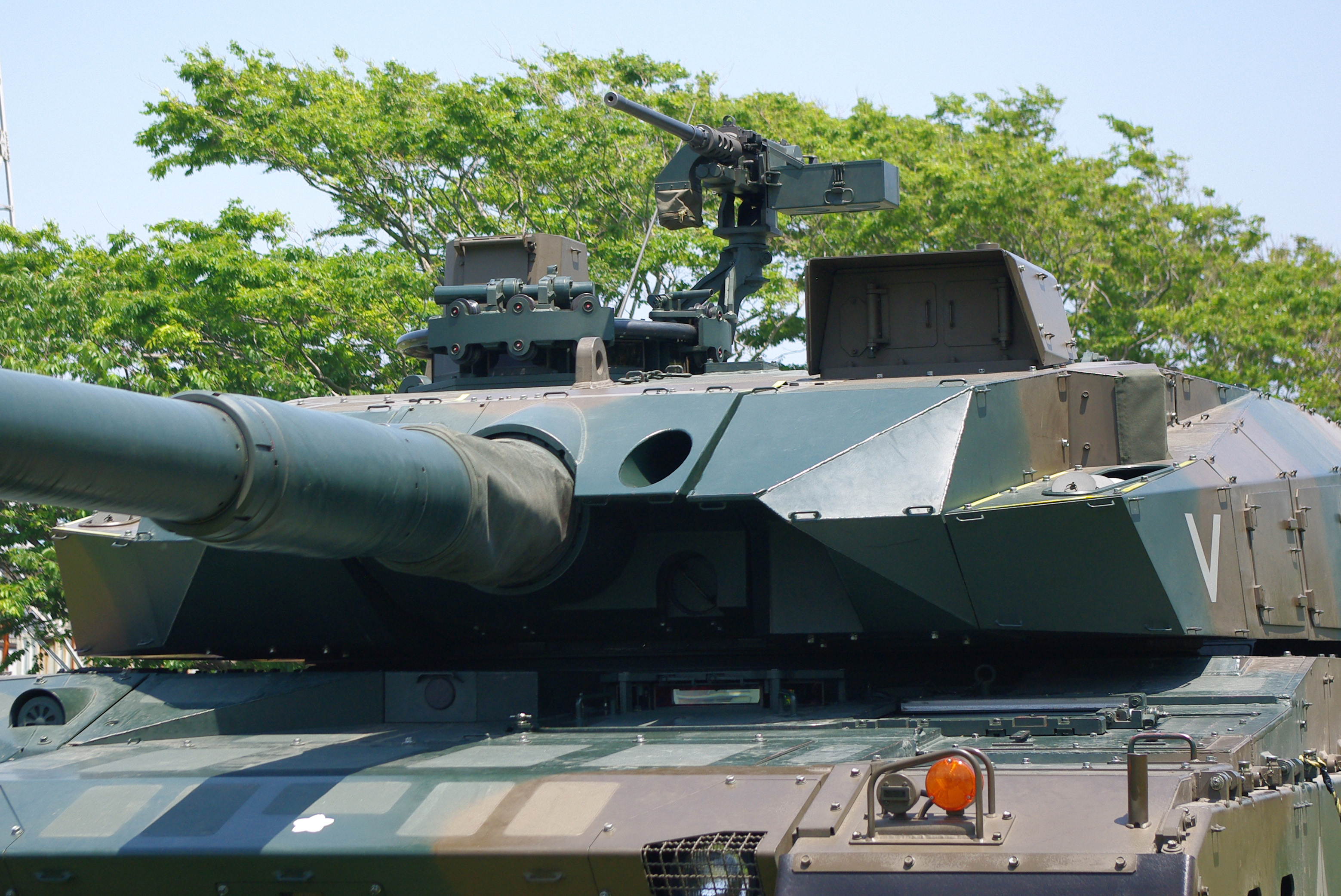
砲塔上面に各種センサー類、及び12.7mm重機関銃M2を備える。

主砲は従来の44口径120mm滑腔砲より13%軽い、新開発された軽量高腔圧砲身の日本製鋼所製の国産44口径120mm滑腔砲（10式戦車砲）を装備、砲弾は発射薬や飛翔体構造を最適化した国産の新型徹甲弾（APFSDS）が開発され、新型弾薬に合わせ薬室の強度も強化されている。また、将来的に必要であれば55口径120mm戦車砲に換装可能なよう設計されている。
10式戦車の設計では90式戦車で使われる120mm戦車砲弾の使用も考慮されている。弾薬の互換性を保持するため主砲には一部にラインメタルの120 mm L44滑腔砲と共通の設計がなされ、90式戦車の主砲弾（設計が古く現在では貫徹力不足のDM33互換JM33）を使用できるとされている。なお、10式戦車用の砲弾は徹甲弾の他に空包が調達されている。これにより、訓練や演習時、記念行事などでの模擬戦闘で90式戦車ができなかった空包射ができるようになる。
副武装として主砲同軸に74式車載7.62mm機関銃、砲塔上面には12.7mm重機関銃を装備している。また、12.7mm重機関銃用の銃架は、車長用潜望鏡上部にある円形のレールに取り付けられ、旋回式となった。

#### 自動装填装置
自動装填装置を装備し、砲塔後部バスル内にベルト式の給弾装置を配置していると見られている。また、砲塔後面には給弾用ハッチがあり、そこから自動装填装置への給弾を行う。弾薬保持機構は90式戦車が爪型だったのに対し筒型になっている。これにより装填中の砲弾の挙動をより安定させることができ、不整地走行時の装填の安定性向上や、従来より早い装填速度を達成している。またそれらの改良により10式戦車の自動装填装置は90式戦車と比べて７割程度の重量へと軽量化されている。
砲弾の搭載弾数については、自動装填装置内で「現時点で14発」とする記事や、砲塔弾薬庫に14発、砲手の後方に2発、車体に6発の計22発が収納できるとする記事のほか、90式戦車とほとんど変わらないという記事があり、こちらでは90式戦車は自動装填装置内と車体内に各18発と戦闘室内に4発の計40発が搭載可能と記述している。

#### 指揮・射撃統制装置

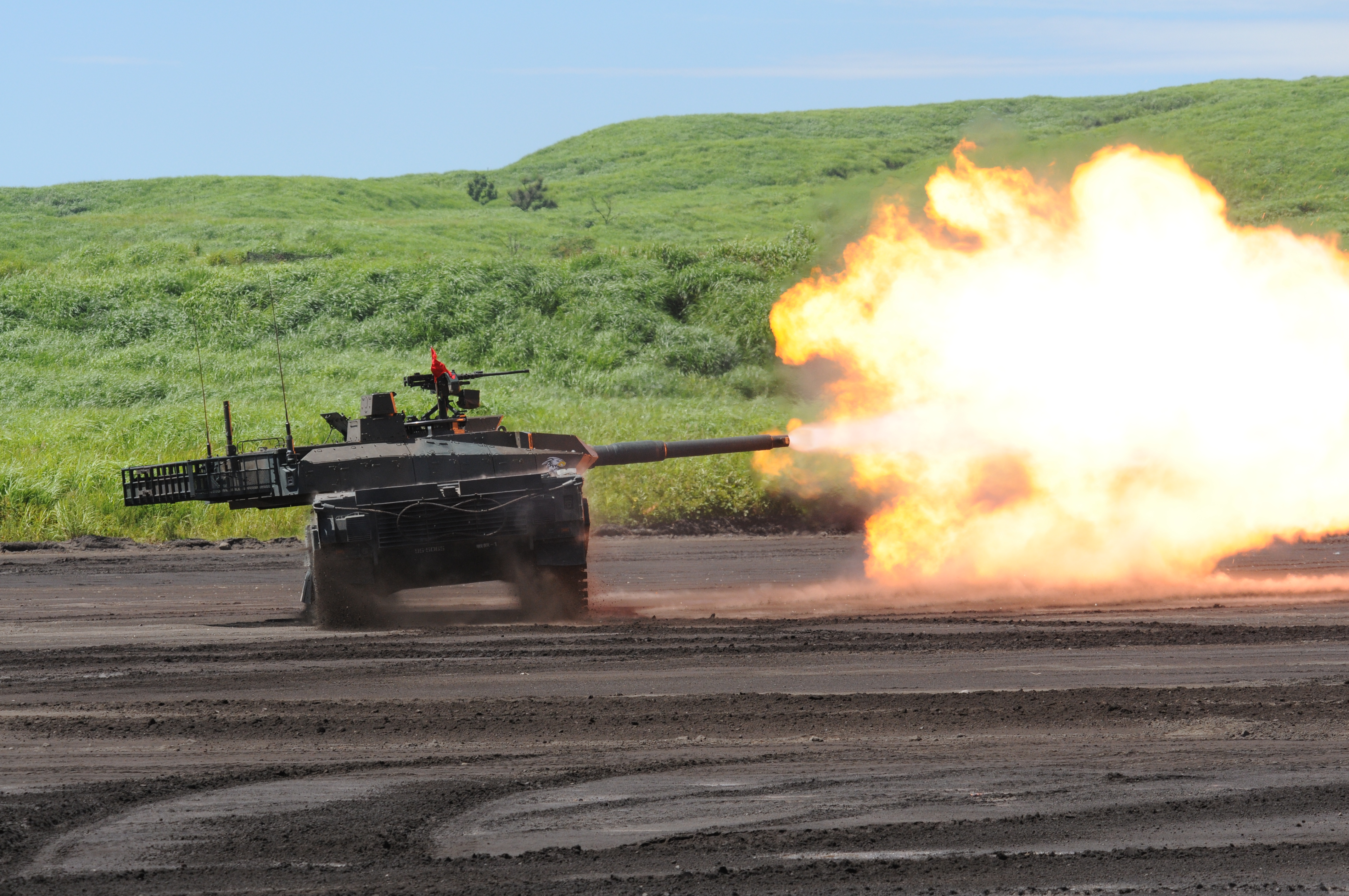
スラローム射撃を行う10式戦車。

指揮・射撃管制装置に関しては、走行中も主砲の照準を目標に指向し続ける自動追尾機能があり、タッチパネル操作でも主砲の発砲が可能である。無線通信、レーザーセンサー、赤外線、ミリ波レーダーなどのすべてのセンサーが完璧に機能する条件下では、小隊を組んだ10式戦車同士の情報のやり取りで、8標的まで同時捕捉し、これに対する同時協調射撃が可能となる。小隊長は、10式戦車に装備された液晶ディスプレイをタッチパネル操作することで、各車に索敵エリアを指示したり、「自動割り振り」表示を押すことで各車に最適な標的を自動的に割り振り、同士討ちや重複射撃（オーバーキル）を避けながら効率よく標的を射撃することが可能になっている。なお、初期には手袋を着用しているとタッチパネルが反応しない不具合があったが、これは後に改善されたという。
10式戦車には自動索敵機能があり、センサーが目標を探知すると目標の形状などから目標の種類（戦車、装甲車両、非装甲車両、航空機、固定目標、人など）を自動的に識別する。FCSは探知・識別した目標の脅威度の判定を自動的に行い、ディスプレイに目標を色分けして強調表示させる。これらの情報は、小隊内各車の状況（燃料、弾薬、故障状況など）とともに小隊内でリアルタイムに共有することができる。脅威度が高い目標が出現した場合は、90式戦車と同様に車長が砲手をオーバーライドできるだけではなく、小隊長が他の小隊車のFCSを強制的にオーバーライドして照準させることができる。照準する際には、データベースから目標の弱点部位を自動的に精密照準する。射撃後、FCSは着弾した場所を精密に計測し、効果判定を行う。FCSが目標の撃破は不確実と判断したならば、FCSは乗員に次弾射撃をリコメンドする。
10式戦車の試験項目には、直進およびスラロームの走行状態を模擬した加振を新戦車模擬砲塔部に与え、射撃管制誤差に関するデータを取得する性能確認試験の内容がある。平成24年度富士総合火力演習で、大きく左右に蛇行しながら正確な行進間射撃を行う「スラローム射撃」および急速後退しながら正確な射撃を行う「後退行進射撃」を実演した。90式戦車など、これまでの第三世代型戦車でも走行中に射撃を行う行進射において目標に命中させることは可能であったが、それは等速での前進中など比較的単純な走行間に限られ、スラローム走行のような急激に進路を変える走行においては十分な精密射撃を行うことはできなかった。また、ニコニコ超会議2内で行われた「10式戦車開発者によるトークショー」では、演習で披露された静止目標に対するスラローム射撃よりも難易度の高い、動目標に対するスラローム射撃でも百発百中の命中精度を有していることが語られている。
車長用潜望鏡後方の高い位置に設置された、車長用視察照準装置の赤外線カメラ部は全周旋回可能、C4Iによる情報の共有などもあり、味方と連携して索敵、攻撃を行うハンターキラー能力は90式戦車と比べて向上しているとされる。
2008年（平成20年）2月の試作車両の報道公開に際し、砲塔上面から砲塔内部の視察が行われたほか、車長席と砲手席のモニターおよび操作パネル周りの写真も公開された。写真には砲手席に直接照準眼鏡と砲手用潜望鏡が写っているが、この写真が報道公開された車両のものかは明らかでない。

### 防護力

#### 直接防護力

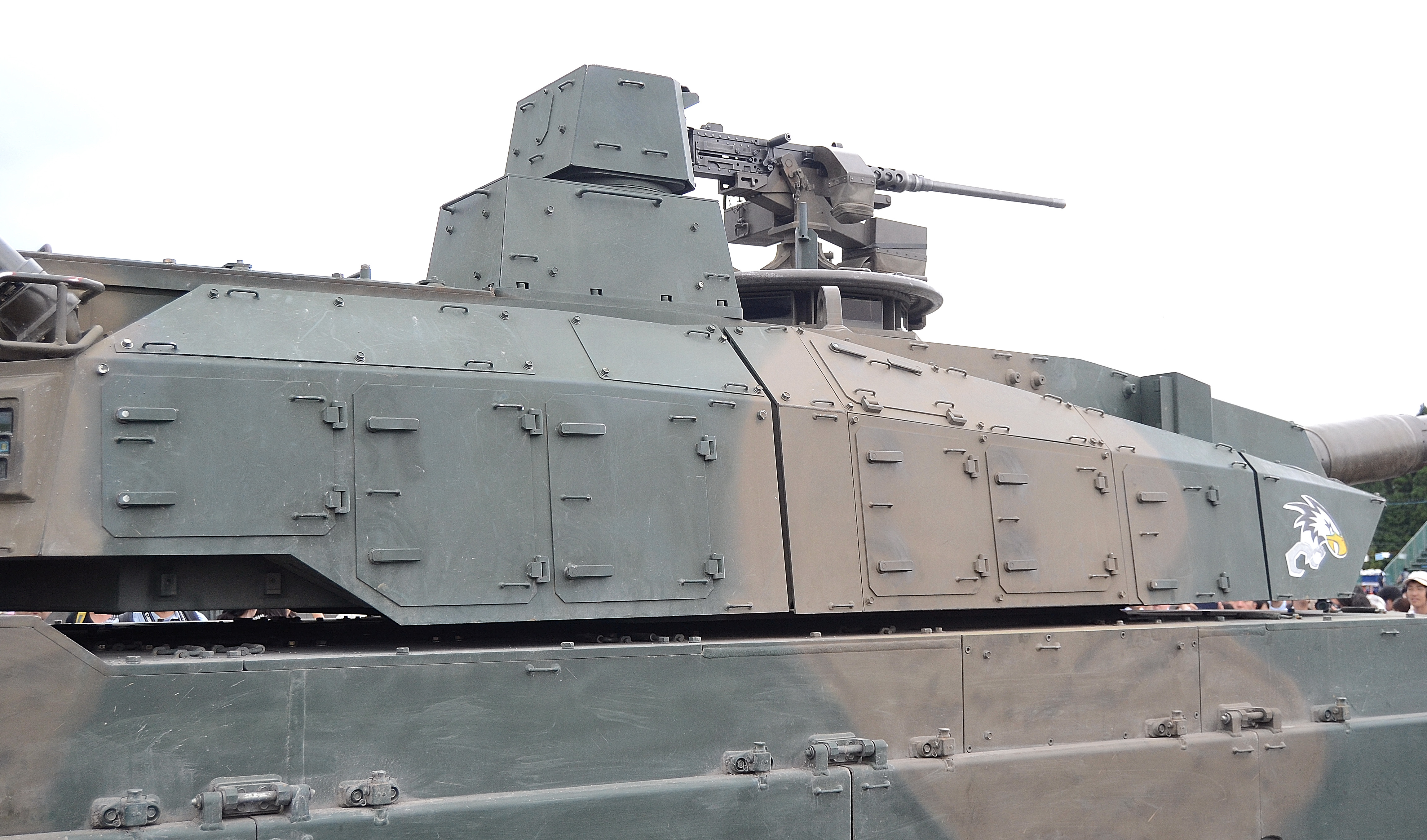
砲塔本体の両側面に装着されている分割式の増加装甲。砲塔中央上部にある突起物は全周旋回可能の車長用視察照準装置の赤外線カメラ部。

防護力に関しては、新たに開発した複合装甲を使用している。また複合装甲以外の防弾鋼板も「結晶粒微細化鋼板」と呼ばれる鋼板が採用されている。この鋼板は多結晶体である鋼板内の結晶粒を微細化することで、結晶粒界の面積を増大させて敵弾による応力を分散させている。また粒界面積の増大は粒界に偏在する不純元素の濃度を薄め、敵弾命中によるへき開型の亀裂伝播を粒界が阻止する効果がある。これにより防御力を維持したまま軽量化を図っている。
2006年（平成18年）に公表された防衛省技術研究本部のウェブサイト内の資料である「公共調達の適正化について（平成18年8月25日付財計第2017号）に基づく随意契約に係る情報の公表（物品役務等）」には、岐阜県の神岡出張所にて実施される正面要部耐弾性試験に関する内容が記載されている。これによると新型試作砲である120mm架台砲IV型、そして新型試作砲弾である徹甲弾IV型を用いること、それらを用いた射距離250メートルの射撃により砲塔正面左右および防楯、車体正面モジュール型装甲の耐弾性評価を実施するとされる。
炭素繊維やセラミックスの装甲板への使用や、小型化などにより全備重量は90式戦車より約12%ほど軽量になったとされる。しかし、複合装甲だけに限って見れば砲塔・車体ともに90式戦車よりも重量が増しており、特に車体は二倍以上の重量がある。これはチャレンジャー2戦車がイラクで撃破された戦訓を取り入れたものと考えられている。
正面要部（砲塔・車体正面）には90式戦車と同じく複合装甲が組み込まれており、90式戦車は内装式モジュール装甲であると言われているが10式戦車の場合は砲塔正面、車体正面とも外装式モジュール装甲と報じられている。装甲板は取り外し可能なので、任務の性質や重量制限などに応じて、装甲の程度を選択できる自由度を持つ。
耐弾試験では155㎜砲弾の弾片、至近距離からの35ミリ機関砲による側面掃射、対戦車ロケット弾による側面攻撃、また付加装甲を装着してのトップアタック対戦車ミサイルによる攻撃にも全て抗堪し非常に優秀な防護力を保有している事がうかがえる。
正面要部には、複数本のボルトで固定された装甲板が確認できる。砲塔部の装甲板は先端が楔形であり空間装甲としての効果などがあると考えられている。また、操縦士用ハッチ上方の一部の部分は内側に引き込まれる形で垂直になっており、この垂直部分を隔てた更に奥に複合装甲からなる主装甲が存在する。車体部の装甲板の内側には前照灯が確認できる。砲塔部・車体部どちらの装甲板も、90式戦車のキャンバスカバーのように正面要部を覆うようにボルトで取り付けられている。
90式戦車の防盾は正面投影面積が左右対称だったが、10式戦車では直接照準眼鏡と連装銃のない側である防盾右半分の面積を小さくしている。
砲塔本体の両側面には分割式の増加装甲が装着されており、試験映像ではこれが取り外された状態で走行・射撃試験が行われている。この増加装甲は空間装甲と物入れを兼ねており、必要に応じて内部に装甲を追加するという見方がある。この根拠として、ニコニコ超会議2の会場への10式戦車の搬入は44トンの状態とされる側面や正面の増加装甲をつけた見た目のまま制限重量40トンの73式特大型セミトレーラで行われたことがあげられる。以上のことから通常外部に見えている正面や側面の増加装甲とされるものは増加装甲のカバーまたは物入れであり、10式戦車の44トンの状態の増加装甲は装甲カバーの内部に全く見えない形で装着される事がわかる。10式戦車の仕様書にも砲塔モジュール装甲カバーは「モジュール装甲搭載などの有無及び取付構造を秘匿できる機能を有する」と記載されている。また、砲塔上面は二重構造で爆発反応装甲も追加できるとされているほか、砲塔と車体の側面には複数種類の増加装甲を装着可能とされているが最大限装甲を付加したとされる48トンの状態は一度も公開されたことがなくどのような外観になるかは不明である。

#### 間接防護力
砲塔の四隅にはレーザー検知器が搭載されている。詳細については非公開だが、アメリカ・グッドリッチ社製のレーザー検知器だと言われている。公表されているレーザー検知器単体の性能から考えてレーザー発振元を自動的に特定、あるいは特定した場所に砲身を指向する機能があるとされる。砲塔側面前方には発煙弾発射装置が取り付けられている。なお、90式戦車の発煙弾発射装置はレーザー検知装置と連動するようになっており、10式戦車も同様の機能を有していると考えられる。
また、赤外線放射を抑えるために、サイドスカート下部のゴム製スカートで赤外線を遮断させたり、排気管を内側へ寄せるなどして、IRステルス化を図っている。

### 機動力

#### 戦術機動性
2005年（平成17年）10月25日に防衛省技術研究本部のサイト内に新設された「外部評価委員会　評価結果の概要」は、新戦車のエンジンは「90式戦車と同等あるいはそれ以上の機動性能を実現可能な、新戦車用動力装置（エンジン、冷却装置および変速装置）」を目的とした試作がなされ、 
- 4サイクル水冷ディーゼルエンジン
- 可変ノズル排気ターボ過給装置方式
- 電子制御式ユニットインジェクタ方式
- 90°V型8気筒

の4点が試作品の基本設計結果としている。 この新戦車用機関の設計について外部評価委員会は「動力装置の設計は、現時点での最新技術を導入した正攻法なものと考えられる」とまとめている。

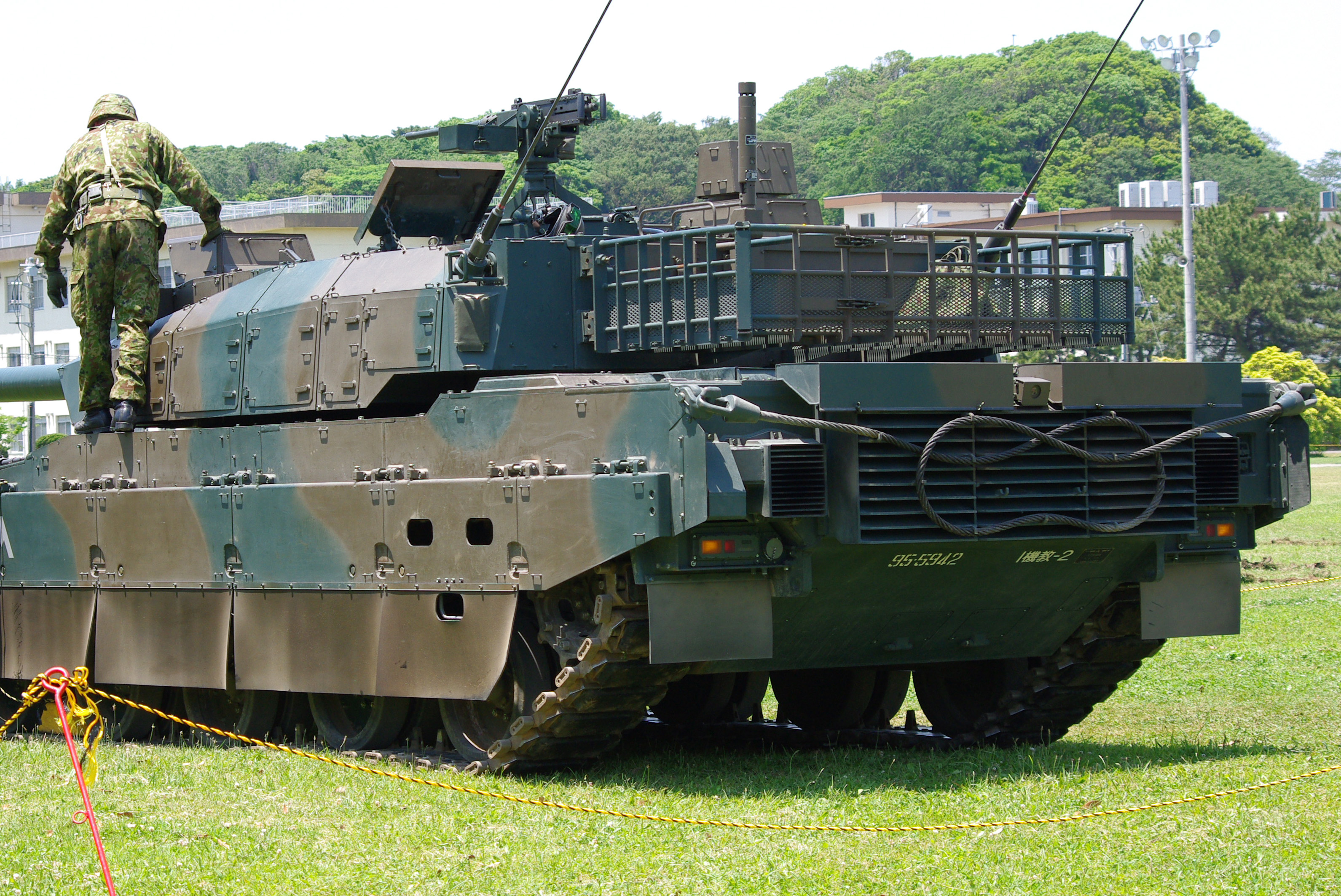
車体後方。

小型・軽量な水冷4サイクルV型8気筒ディーゼル機関を採用し、燃費向上や黒煙低減などが図られている。最大出力は1,200ps/2,300rpm。出力重量比は約27ps/tで、90式戦車の約30ps/tと比べれば若干低いが、出力1,500ps重量55tの戦車とほぼ同等である。また、後述のHMTにより伝達効率が改善されており、スプロケット軸出力は90式と同等と発表されているため実質の出力重量比は90式戦車よりも高くなる。なお、国産戦車における4サイクルディーゼル機関の搭載は61式戦車以来となる。
また、変速操向機には変速比を最適に制御できる油圧機械式無段階自動変速操向機（HMT, Hydro-Mechanical Transmission）を採用している。車両質量当たりのスプロケット（起動輪）出力は現有戦車に対して格段に向上しているとされ、90式戦車の半分の半径で旋回が可能だという。また、後退速度も70km/hを発揮することができる（2010年（平成22年）7月11日、富士学校・富士駐屯地開設56周年記念行事における10式戦車試作車の走行展示にて前進速度と後進速度は同じ70km/hであると解説されている）。
水冷4サイクルV型8気筒ディーゼル機関と、無段階自動変速操向機（HMT）の組み合わせにより、動力装置（パワーパック）の高効率・高応答化、そして小型・軽量化を実現している。
エンジンの燃費に関しては90式戦車と比べ省燃費となり、携行燃料は90式戦車の1,100リットルから880リットルに減少しているとされ、これによるタンク容積の節約も車体の小型・軽量化に寄与しているとされる。
懸架装置は74式戦車と同じく全転輪が油気圧式となり、90式戦車では省略されていた左右への車体傾斜機能が復活している。また、転輪の数は片側5個の等間隔となり、90式戦車の6個より減少している。車体の振動の制御のために、アクティブサスペンションもしくはセミアクティブサスペンションが採用されていると言われることがあるが、実際には開発過程でセミアクティブサスペンションの試験が行われたのみであり、パッシブサスペンションである。
操縦士席の様子は公開されていないが、操縦士用ハッチはスライド式で、車体の前面と後面には、操縦士用潜望鏡とは別に操縦士用の視察装置があり、操縦士はモニターを見ながら操縦するとされている。また、2007年（平成19年）に当時の技術研究本部長が『MAMOR』のインタビューで、今までメーター型だった計器をフラットパネル化する予定であると述べている。加えて、前述のニコニコ超会議2にて行われた「10式戦車開発者によるトークショー」では、冷暖房を装備していることを開発者が明かにしている。また、車体後方にカメラが装備され、操縦席から後進時に後方を確認することができるようになっており、操縦手から好評を得ているという。
10式戦車のエンジン機構は海外からも注目されており、トルコは開発を予定している新型戦車のエンジンに採用したいと希望していた。しかし、トルコは同時に開発した戦車を国外輸出する意向も持っており、第三国への技術流出を警戒する日本との間で条件が折り合わず、2014年（平成26年）3月、開発協議は棚上げとなった。
2018年（平成30年）4月8日に行われた第１師団創立記念行事において10式戦車の機動展示を実施しジャンプを披露した。
また、10式戦車では電子装置が増加したために消費電力が増加してしまい、エンジン停止中にバッテリーのみでは賄えなくなった。このため補助的に発電するための補助動力装置（APU）が搭載されている。メインエンジンを停止した場合、これにより砲塔諸機能やミッションシステムの操作に必要な電力を賄い、また燃料の節約や一定のステルス性が期待できる。
APUの吸気口は後方左側の溶接板により下向きに固定されている場所から吸気を行っている。また、排気は左側排気口をメインエンジンと共用して使用している。

#### 戦略機動性
90式戦車は北海道での運用を考慮して開発されたために重量が約50トンあり、橋梁や路面の許容重量と活荷重の面で北海道以外での平時における配備・運用が難しいとされている。このため、10式戦車の開発においては本州、四国、九州など全国的な配備運用に適した能力、砲塔・車体一体でのトレーラー輸送など戦略機動性の向上が求められた。その結果、90式戦車と比べて全長で約38cm、全幅で約16cm小型化され、全備重量は約6トン軽い約44トンとされている。
全国的な道路交通網の整備がなされ、61式戦車が開発された頃に比べると鉄道に頼らずに済むようになったため、陸上自衛隊では74式戦車の開発以降、鉄道輸送は事実上断念している。90式戦車の場合、専用のトランスポーターによる輸送を行えば、道路の許容重量によって走行できるルートが限られてしまう可能性が存在し、長距離を自走させた場合に足回りを傷める可能性があったが、10式戦車は同時代に開発された主要先進国軍の主力戦車としては小型の40t級車輌とすることで車体と路面へのダメージ低減に成功した。
全国の主要国道の橋梁17,920ヶ所の橋梁通過率は10式戦車（約44トン）が84%、90式戦車（約50トン）が65%である。海外主力戦車として比較に挙げられた米英イスラエルの戦車（約62-65トン）では約40%とされる。
74式戦車をトランスポーターで輸送する場合、73式特大型セミトレーラで砲塔と車体が一体の状態で輸送できる。一方、90式戦車の場合は最大積載量50トンの特大型運搬車であれば砲塔と車体が一体のままの状態で輸送できるが、最大積載量が40トンにとどまる73式特大型セミトレーラでは砲塔と車体を分離して別々に輸送する必要があった。
10式戦車は74式戦車と同じ輸送インフラを利用できるよう小型軽量化され、全備重量は約44トンとし、約4トン分の装甲などを取り外すことで73式特大型セミトレーラの最大積載量に収めている。2010年（平成22年）12月までに73式特大型セミトレーラに10式戦車を乗せ、砲塔と車体が一体の状態で輸送しているところが目撃されており、その際には東名高速道路および国道を走行している。なお、輸送時の写真を見る限りでは、10式戦車の装甲などにおける外見上の変化は確認されていない。

### C4I
諸外国の主力戦車に装備されつつあるC4Iシステム（Command Control Communications Computers and Intelligence〈指揮・統制・通信・コンピュータ・情報〉）を陸上自衛隊の戦闘車両で初めて搭載する。搭載されるシステムは他の陸上自衛隊野外型システム間で連接するものと、小隊・中隊所属の戦車間で連接するものに大別される。
戦車間で連接される10式戦車ネットワーク（10NW)は、単車内あるいは小隊・中隊単位の10式戦車同士が相互に情報を共有・伝達しており、単車内での各種指示（警戒範囲・進行経路等）を各隊員が確認するモニターで指示・共有したり、車両間でのリアルタイムでの射撃データ共有や燃料・損害等各車の現状把握が可能となっている（#指揮・射撃統制装置を参照）。
また他の指揮統制システムとの連接では、基幹連隊指揮統制システムとの連接で各種情報（地形・敵味方の位置や情報・後方兵站支援・上位からの指示等）の提供が得られ、戦車部隊と普通科部隊が一体化した作戦行動が可能となるが、10NWほどのリアルタイム性は無い。
将来的にはOH-1観測ヘリコプターやAH-64D戦闘ヘリコプターからの情報も入手できるようになると言われたが、双方が搭載するセンサーのデータを陸自の指揮統制システムに連接する目処は立っていない。なお事実上北部方面隊のみの配備となっている90式戦車に関しては車内に戦車連隊指揮統制システム（T-ReCs）を後付けした機種を運用している（第2戦車連隊のみ）。
これらのデータリンクや音声のやり取りをする無線機は、音声系とReCSの連接を担当するものは野外無線機、10NWは専用のデータ無線機が用いられたが、広帯域多目的無線機の採用に伴って双方ともに順次換装された。なお、広帯域多目的無線機にはReCSの機能が搭載されている。
高度なC4Iシステムを搭載した10式戦車は、自衛隊員の間で「走るコンピューター」との異名をとっている。

## 現有戦車との比較
|          | 10式                                      | 90式                                      | 74式                                      | 61式                                               |
| -------- | ----------------------------------------- | ----------------------------------------- | ----------------------------------------- | -------------------------------------------------- |
| 画像     |                                           |                                           |                                           |                                                    |
| 世代     | 第3.5世代                                 | 第3世代                                   | 第2.5世代                                 | 第1世代                                            |
| 全長     | 9.42 m                                    | 9.80 m                                    | 9.41 m                                    | 8.19 m                                             |
| 全幅     | 3.24 m                                    | 3.40 m                                    | 3.18 m                                    | 2.95 m                                             |
| 全高     | 2.30 m                                    | 2.30 m                                    | 2.25 m                                    | 2.49 m                                             |
| 重量     | 約44 t                                    | 約50 t                                    | 約38 t                                    | 約35 t                                             |
| 主砲     | 44口径120mm滑腔砲                         | 44口径120mm滑腔砲                         | 51口径105mmライフル砲                     | 52口径90mmライフル砲                               |
| 副武装   | 12.7mm重機関銃M2×1 74式車載7.62mm機関銃×1 | 12.7mm重機関銃M2×1 74式車載7.62mm機関銃×1 | 12.7mm重機関銃M2×1 74式車載7.62mm機関銃×1 | 12.7mm重機関銃M2×1 7.62mm機関銃M1919A4             |
| 装甲     | 複合装甲（正面要部）                      | 複合装甲（正面要部）                      | 鋳造鋼（砲塔） 圧延防弾鋼（車体）         | 鋳造鋼（砲塔） 圧延防弾鋼（車体）                  |
| エンジン | 水冷4サイクル V型8気筒ディーゼル          | 水冷2サイクル V型10気筒ディーゼル         | 空冷2サイクル V型10気筒ディーゼル         | 空冷4サイクル V型12気筒ディーゼル                  |
| 最大出力 | 1,200 ps/2,300 rpm                        | 1,500 ps/2,400 rpm                        | 720 ps/2,200 rpm                          | 570 ps/2,100 rpm                                   |
| 最高速度 | 70 km/h                                   | 70 km/h                                   | 53 km/h                                   | 45 km/h                                            |
| 懸架方式 | 油気圧式                                  | トーションバー・油気圧 ハイブリッド式     | 油気圧式                                  | トーションバー式                                   |
| 乗員数   | 3名                                       | 3名                                       | 4名                                       | 4名                                                |
| 装填方式 | 自動                                      | 自動                                      | 手動                                      | 手動                                               |
| C4I      | 〇                                        | △                                         | ×                                         | ×                                                  |
| コスト   | 約9.5億円 （2010年）                      | 約11億円（1990年） 約8億円（2009年）      | 約4.0億円 （1989年）                      | 約1億円 （2022年の物価に 換算すると約4.3億円相当） |
| 生産数   | 126輌以上（増備中）                       | 341輌（生産終了）                         | 873輌（退役）                             | 560輌（退役）                                      |

|          | ルクレール                        | チャレンジャー2                   | メルカバ Mk 4                                       | 99A式                              |
| -------- | --------------------------------- | --------------------------------- | --------------------------------------------------- | ---------------------------------- |
| 画像     |                                   |                                   |                                                     |                                    |
| 開発形態 | 新規                              | 改修                              | 改修                                                | 改修                               |
| 全長     | 9.87 m                            | 11.55 m                           | 9.04 m                                              | 11 m（推定）                       |
| 全幅     | 3.71 m                            | 3.53 m                            | 3.72 m                                              | 3.70 m（推定）                     |
| 全高     | 2.92 m                            | 3.04 m                            | 2.66 m                                              | 2.35 m（推定）                     |
| 重量     | 約56.5 t                          | 約62.5 t                          | 約65 t                                              | 約55 t（推定）                     |
| 主砲     | 52口径120mm滑腔砲                 | 55口径120mmライフル砲             | 44口径120mm滑腔砲                                   | 50口径125mm滑腔砲                  |
| 副武装   | 12.7mm重機関銃×1 7.62mm機関銃×1   | 7.62mm機関銃×1 7.62mm機関銃×1     | 12.7mm重機関銃×1 7.62mm機銃×2 60mm迫撃砲×1          | 12.7mm重機関銃×1 7.62mm機関銃×1    |
| 装甲     | 複合                              | 複合+爆発反応+増加                | 複合+増加 （外装式モジュール）                      | 複合+爆発反応 （外装式モジュール） |
| エンジン | V型8気筒ディーゼル + ガスタービン | 水冷4サイクル V型12気筒ディーゼル | 液冷4サイクルV型12気筒 ターボチャージド・ディーゼル | 水冷4サイクル V型12気筒ディーゼル  |
| 最大出力 | 1,500 hp/2,500 rpm                | 1,200 hp/2,300 rpm                | 1,500 hp                                            | 1,500 hp/2,450 rpm                 |
| 最高速度 | 72 km/h                           | 59 km/h                           | 64 km/h                                             | 80 km/h                            |
| 乗員数   | 3名                               | 4名                               | 4名                                                 | 3名                                |
| 装填方式 | 自動                              | 手動                              | 手動                                                | 自動                               |
| C4I      | SIT                               | BGBMS                             | BMS                                                 | 搭載（名称不明）                   |

|          | 10式                             | K2                                                  | T-14                                      | M1A2 SEPV2                            | レオパルト2A7                                       |
| -------- | -------------------------------- | --------------------------------------------------- | ----------------------------------------- | ------------------------------------- | --------------------------------------------------- |
| 画像     |                                  |                                                     |                                           |                                       |                                                     |
| 開発形態 | 新規                             | 新規                                                | 新規                                      | 改修                                  | 改修                                                |
| 全長     | 9.42 m                           | 10.8 m                                              | 10.8 m                                    | 9.83 m                                | 10.93 m                                             |
| 全幅     | 3.24 m                           | 3.60 m                                              | 3.50 m                                    | 3.66 m                                | 3.74 m                                              |
| 全高     | 2.30 m                           | 2.40 m                                              | 3.30 m                                    | 2.37 m                                | 3.03 m                                              |
| 重量     | 約44 t                           | 約55 t                                              | 約55 t                                    | 約63.28 t                             | 約67 t                                              |
| 主砲     | 44口径120mm滑腔砲                | 55口径120mm滑腔砲                                   | 56口径125mm滑腔砲                         | 44口径120mm滑腔砲                     | 55口径120mm滑腔砲                                   |
| 副武装   | 12.7mm重機関銃×1 7.62mm機関銃×1  | 12.7mm重機関銃×1 7.62mm機銃×1                       | 12.7mm重機関銃×1 7.62mm機関銃×1           | 12.7mm重機関銃×1 7.62mm機関銃×1 RWS×1 | 7.62mm機関銃×2                                      |
| 装甲     | 複合+増加 （外装式モジュール）   | 複合+爆発反応 （モジュール式）                      | 複合+爆発反応+ケージ （外装式モジュール） | 複合+増加                             | 複合+増加                                           |
| エンジン | 水冷4サイクル V型8気筒ディーゼル | 液冷4サイクルV型12気筒 ターボチャージド・ディーゼル | 空冷ディーゼル                            | ガスタービン                          | 液冷4サイクルV型12気筒 ターボチャージド・ディーゼル |
| 最大出力 | 1,200 ps/2,300 rpm               | 1,500 hp/2,700 rpm                                  | 1,500 hp/2,000 rpm                        | 1,500 hp/3,000 rpm                    | 1,500 ps/2,600 rpm                                  |
| 最高速度 | 70 km/h                          | 70 km/h                                             | 80–90 km/h                                | 67.6 km/h                             | 68 km/h                                             |
| 乗員数   | 3名                              | 3名                                                 | 3名                                       | 4名                                   | 4名                                                 |
| 装填方式 | 自動                             | 自動                                                | 自動                                      | 手動                                  | 手動                                                |
| C4I      | ReCS・10NW                       | B2CS                                                | YeSU TZ                                   | FBCB2                                 | IFIS                                                |

## 調達と配備

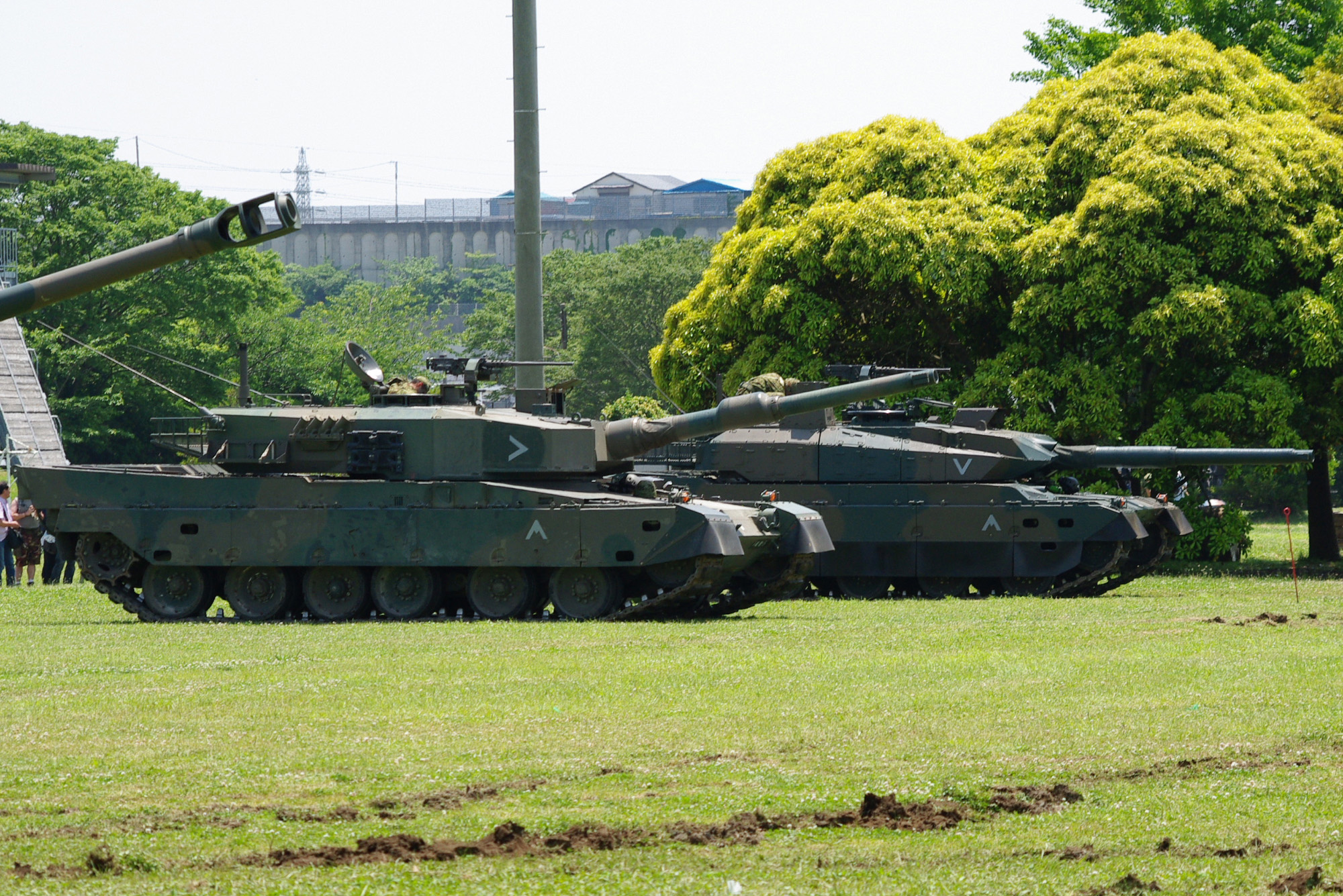
90式戦車（左）と10式戦車。

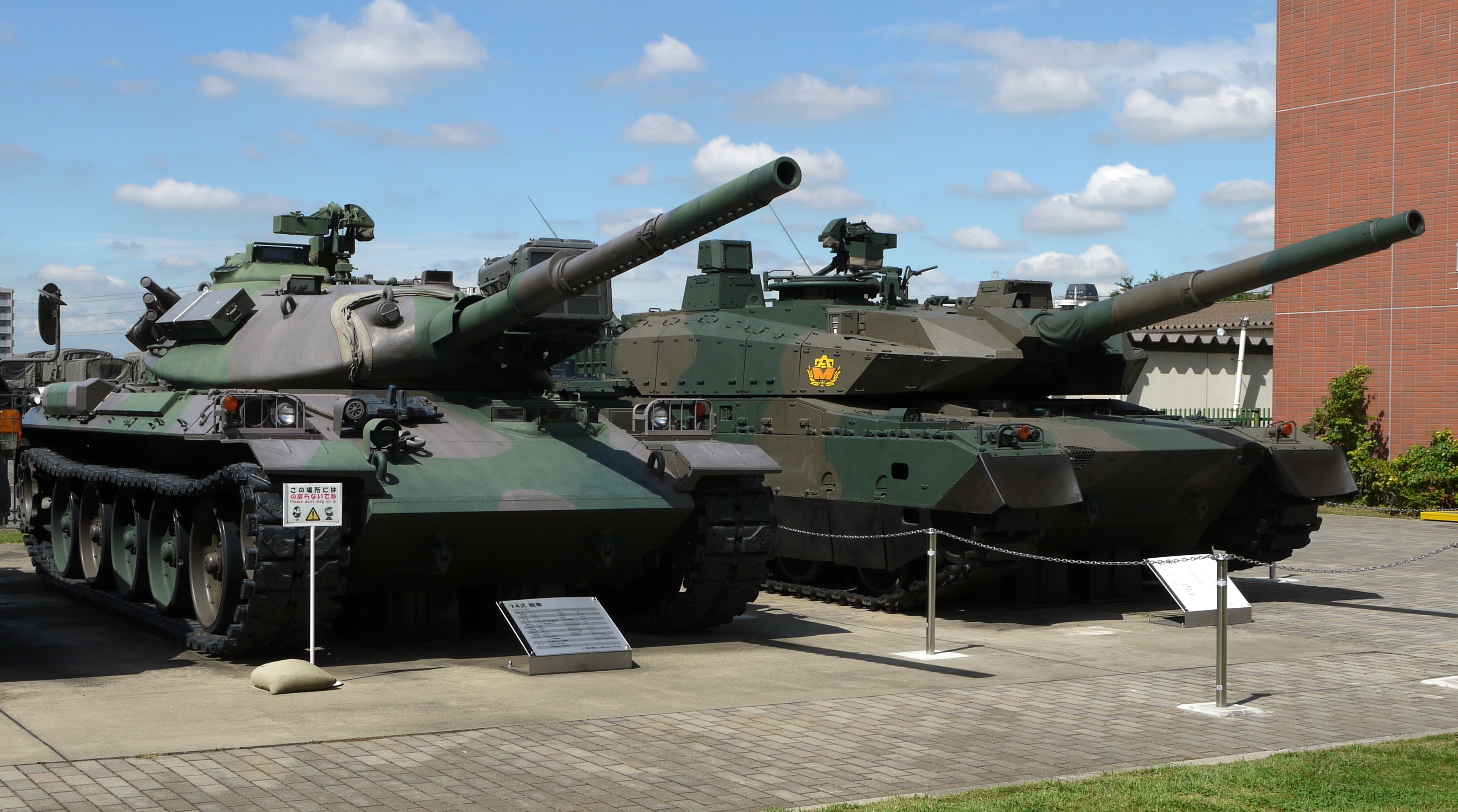
74式戦車（左）と10式戦車（試作1号車・陸上自衛隊広報センター）。

10式戦車の調達初年度に当たる2010年（平成22年）度概算要求では当初、4ヶ年度分の58両（1年当たり14.5両）を一括調達し、2011年（平成23年）度-2014年（平成26年）度に分割して取得する計画だった。 
だが2009年（平成21年）の政権交代に伴い新たな防衛計画の大綱と次期中期防衛力整備計画の策定が1年間先送りされたため、一括調達は中止され、最終的には13両を124億円で調達することが正式に決定された。なお、2008年（平成20年）度予算から調達初年度に一括計上されるようになった初度費であるが、初度費込みの契約ベースでは187億円とされていることから、初度費は約63億円と推定される。調達初年度の1両当たりの単価は約9.5億円で、2011年（平成23年）度より取得が開始されており、74式戦車中隊（中隊本部を除く）が16両、90式戦車中隊（中隊本部を除く）が12両で編成されており、今後74式戦車中隊を10式戦車で更新していく中で16両から12両体制に移行となった。 
日本政府は2010年（平成22年）12月17日に閣議決定された「平成23年度以降に係る防衛計画の大綱」において、戦車の配備数を「平成17年度以降に係る防衛計画の大綱」から200両削減し約400両とすることとした。同時に閣議決定された中期防衛力整備計画（23中期防）では、2011年（平成23年）度から2015年（平成27年）度までの5年間で10式戦車を68両調達するとしている。第2次安倍内閣で閣議決定された「平成26年度以降に係る防衛計画の大綱」では戦車定数が約300輌に削減され、中期防衛力整備計画（26中期防）の整備期間である2014年（平成26年）度-2018年（平成30年）度までの間に44両の調達が計画されたが40両にとどまった。中期防衛力整備計画（31中期防）では2019年（令和元年）度～2023年（令和5年）度までの間に1両約15億円で30両の調達を予定している。
なお、教育用として配備されていた第1機甲教育隊が2019年（平成31年）3月に廃止されたことに伴い、同隊所属の10式戦車の器材管理替え（機甲教導連隊および第71戦車連隊への配備）が行われた。また、2022年（令和4年）3月に10式戦車を装備する第1戦車大隊が廃止されたことに伴い、同隊所属の10式戦車の器材管理換が行われた。
2019年（平成31年）3月に西部方面戦車隊、2023年（令和5年）3月には第71戦車連隊が10式戦車への装備転換を完了した。

### 調達数
| 予算計上年度         | 調達数 | 予算額 括弧は初度費(外数) |
| -------------------- | ------ | ------------------------- |
| 平成22年度（2010年） | 13両   | 124億円                   |
| 平成23年度（2011年） | 13両   | 132億円                   |
| 平成24年度（2012年） | 13両   | 132億円                   |
| 平成25年度（2013年） | 14両   | 139億円                   |
| 平成26年度（2014年） | 13両   | 134億円                   |
| 平成27年度（2015年） | 10両   | 102億円                   |
| 平成28年度（2016年） | 6両    | 76億円                    |
| 平成29年度（2017年） | 6両    | 75億円                    |
| 平成30年度（2018年） | 5両    | 73億円                    |
| 平成31年度（2019年） | 6両    | 81億円                    |
| 令和2年度（2020年）  | 12両   | 156億円                   |
| 令和3年度（2021年）  | 0両    | -                         |
| 令和4年度（2022年）  | 6両    | 83億円                    |
| 令和5年度（2023年）  | 9両    | 148億円                   |
| 令和6年度（2024年）  | 10両   | 166億円                   |
| 令和7年度（2025年）  | 12両   | 229億円                   |
| 合計                 | 148両  | 1850億円                  |

### 配備部隊・機関
陸上自衛隊富士学校
- 富士教導団
  - 機甲教導連隊 - 第1戦車中隊（静岡県、駒門駐屯地） - 幹部教育支援、戦術研究を担当

陸上自衛隊武器学校 - 整備教育用
北部方面隊
- 第2師団
  - 第2戦車連隊 - 第1戦車中隊（一部）・第4戦車中隊（北海道、上富良野駐屯地）
- 第7師団
  - 第71戦車連隊 - 2023年（令和5年）3月の第5戦車中隊廃止により10式戦車に統一完了。（北海道、北千歳駐屯地）

西部方面隊
- 西部方面戦車隊[48] - 2019年（平成31年）３月の74式戦車全廃により10式戦車に統一完了。（大分県、玖珠駐屯地）

### 過去の配備部隊
東部方面隊
- 第1師団
  - 第1戦車大隊 - 第1戦車中隊（静岡県、駒門駐屯地）
- 東部方面混成団
  - 第1機甲教育隊

西部方面隊
- 第4師団
  - 第4戦車大隊[48] - 第1戦車中隊（大分県、玖珠駐屯地）
- 第8師団
  - 第8戦車大隊- 本部管理中隊・第1戦車中隊・第2戦車中隊・第3戦車中隊（大分県、玖珠駐屯地）

## 改修
2025年（令和7年）時点で登場から15年が経過し、能力向上のための改修が検討されているようである。
2024年（令和6年）6月28日、防衛装備庁は「10式戦車の能力向上に関する情報提供企業の募集について」という文章を公開。これによると情報提供を行う意思のある日本国内の企業に対し、同年7月22日までに企業名や連絡先などを記載した「情報提供意思表明書」の提出を求めているという。2024年（令和6年）10月28日、アクティブ防護システムや30㎜RWSおよびそのレーダーを10式戦車に搭載するための概念実証業務委託の入札に関する文章が公開された。『装甲戦闘車両のアクティブ防護システム搭載に関する概念実証業務委託』はラファエル・アドバンスド・ディフェンス・システムズ社が1円で、『車両のアクティブ防護システム搭載に関する設計検討』は三菱重工業が約2億円で契約した。

## 派生型
- 試作3号車には前面にドーザーが装備されている[52]。
- 11式装軌車回収車